# 紐黑文大學
紐哈芬大學（University of New Haven，縮寫：UNH）是主校區位於美國康乃狄克州西哈芬的一所私立大學。《美國新聞與世界報道》 2015年“北部地區大學排名”中其列在第98位。 其研究生校區位於康乃狄克州的奧蘭治。

## 外部連結
- 官方網站 （页面存档备份，存于）
- Official athletics website （页面存档备份，存于）
- Henry C. Lee Institute of Forensic Science （页面存档备份，存于）
- The Charger Bulletin （页面存档备份，存于）